# Monastero di Katarovank
Katarovank  è un monastero situato nei pressi del villaggio di Hin Taghlar, controllato dall'Azerbaigian e facente parte del distretto di Xocavənd (e fino al 2020 controllato della repubblica di Artsakh (già denominata repubblica del Nagorno Karabakh), situato nella regione di Hadrut), fondato nel IV secolo e completato nel XVII secolo.

## Storia
Lo storico armeno del V secolo Pavstos Buzand, autore della "Storia di Armenia" in sei volumi, descrive  Katarovank come un grande monastero costruito sulla cima del monte Dizapait. Buzand menziona il monastero nel contesto della sua storia riguardo all'invasione dell'Armenia ad opera dei Massageti e degli Unni nel 335. Questi ultimi distrussero il monastero.

## Condizioni attuali
L'attuale impianto è quello del XVII secolo con una basilica a navata unica costruita con blocchi di tufo; un lato della cappella si trova interrato mentre l'altro è costruito sulla nuda roccia. Nei pressi si trovano alcuni khachkar.
Dal monastero si gode un panorama unico verso il Nagorno Karabakh del sud fino al fiume Aras.